# Dylaki
Dylaki est une localité polonaise du gmina d’Ozimek dans la voïvodie et le powiat d'Opole.